# Vuelta a Andalucía 2015
La Vuelta a Andalucía 2015, sessantunesima edizione della corsa valevole come prova dell'UCI Europe Tour 2015 categoria 2.1, si svolse in 5 tappe più 2 semitappe dal 18 al 22 febbraio 2015 per un percorso totale di 857,3 km, con partenza da La Rábida e arrivo a Alhaurín de la Torre, in Spagna. La vittoria fu appannaggio del britannico Chris Froome, che completò il percorso in 21h21'14", alla media di 40,1 km/h, precedendo gli spagnoli Alberto Contador e Beñat Intxausti. 
Sul traguardo di Alhaurín de la Torre 117 ciclisti, su 152 partiti da La Rábida, portarono a termine la competizione.

## Tappe
| Tappa  | Data        | Percorso                                          | km    | Vincitore di tappa | Leader cl. generale |
| ------ | ----------- | ------------------------------------------------- | ----- | ------------------ | ------------------- |
| 1ª-1ª  | 18 febbraio | La Rábida > Hinojos                               | 121,3 | Pim Ligthart       | Pim Ligthart        |
| 1ª-2ª  | 18 febbraio | Coria del Río > Coria del Río (cron. individuale) | 8,2   | Javier Moreno      | Alberto Contador    |
| 2ª     | 19 febbraio | Utrera > Lucena                                   | 194,7 | Juan José Lobato   | Alberto Contador    |
| 3ª     | 20 febbraio | Motril > Alto de Hazallanas                       | 159,8 | Alberto Contador   | Alberto Contador    |
| 4ª     | 21 febbraio | Maracena > Alto de las Allanadas                  | 202,4 | Chris Froome       | Chris Froome        |
| 5ª     | 21 febbraio | Montilla > Alhaurín de la Torre                   | 170,9 | Juan José Lobato   | Chris Froome        |
| Totale | Totale      | Totale                                            | 857,3 |                    |                     |

## Squadre e corridori partecipanti
| N.      | Cod. | Squadra                |
| ------- | ---- | ---------------------- |
| 1-7     | MOV  | Movistar Team          |
| 11-17   | SKY  | Team Sky               |
| 21-27   | CJR  | Caja Rural-Seguros RGA |
| 31-37   | TCS  | Tinkoff-Saxo           |
| 41-47   | LTB  | Lotto-Soudal           |
| 51-57   | FDJ  | FDJ                    |
| 61-67   | TGA  | Team Giant-Alpecin     |
| 71-77   | ALM  | AG2R La Mondiale       |
| 81-87   | TFR  | Trek Factory Racing    |
| 91-97   | IAM  | IAM Cycling            |
| 101-107 | TLJ  | Team Lotto NL-Jumbo    |

| N.      | Cod. | Squadra                     |
| ------- | ---- | --------------------------- |
| 111-117 | MTN  | MTN-Qhubeka                 |
| 121-127 | WGG  | Wanty-Groupe Gobert         |
| 131-137 | EUC  | Team Europcar               |
| 141-147 | TSV  | Topsport Vlaanderen-Baloise |
| 151-157 | RVL  | RusVelo                     |
| 161-167 | ROO  | Team Roompot                |
| 171-177 | COF  | Cofidis, Solutions Crédits  |
| 181-187 | UHC  | UnitedHealthcare            |
| 191-197 | COL  | Colombia                    |
| 201-207 | CCC  | CCC Sprandi Polkowice       |
| 211-217 | BUR  | Burgos BH                   |

## Dettagli delle tappe

### 1ª tappa-1ª semitappa
- 18 febbraio: La Rábida > Hinojos – 121,3 km

Risultati
| Pos. | Corridore       | Squadra      | Tempo    |
| ---- | --------------- | ------------ | -------- |
| 1    | Pim Ligthart    | Lotto-Soudal | 3h01'44" |
| 2    | Fabio Silvestre | Trek         | a 2"     |
| 3    | Grega Bole      | CCC          | s.t.     |

| Pos. | Corridore       | Squadra      | Tempo    |
| ---- | --------------- | ------------ | -------- |
| 1    | Pim Ligthart    | Lotto-Soudal | 3h01'44" |
| 2    | Fabio Silvestre | Trek         | a 2"     |
| 3    | Grega Bole      | CCC          | s.t.     |

### 1ª tappa-2ª semitappa
- 18 febbraio: Coria del Río > Coria del Río – Cronometro individuale – 8,2 km

Risultati
| Pos. | Corridore       | Squadra     | Tempo |
| ---- | --------------- | ----------- | ----- |
| 1    | Javier Moreno   | Movistar    | 9'51" |
| 2    | Wilco Kelderman | Lotto-Jumbo | a 2"  |
| 3    | Jérôme Coppel   | IAM         | s.t.  |

| Pos. | Corridore        | Squadra  | Tempo    |
| ---- | ---------------- | -------- | -------- |
| 1    | Alberto Contador | Tinkoff  | 3h11'43" |
| 2    | Bob Jungels      | Trek     | s.t.     |
| 3    | Beñat Intxausti  | Movistar | a 1"     |

### 2ª tappa
- 19 febbraio: Utrera > Lucena – 194,7 km

Risultati
| Pos. | Corridore        | Squadra       | Tempo    |
| ---- | ---------------- | ------------- | -------- |
| 1    | Juan José Lobato | Movistar      | 4h51'57" |
| 2    | John Degenkolb   | Giant-Alpecin | s.t.     |
| 3    | Grega Bole       | CCC           | s.t.     |

| Pos. | Corridore        | Squadra  | Tempo    |
| ---- | ---------------- | -------- | -------- |
| 1    | Alberto Contador | Tinkoff  | 8h03'40" |
| 2    | Beñat Intxausti  | Movistar | a 1"     |
| 3    | Chris Froome     | Sky      | a 8"     |

### 3ª tappa
- 20 febbraio: Motril > Alto de Hazallanas – 159,8 km

Risultati
| Pos. | Corridore        | Squadra | Tempo    |
| ---- | ---------------- | ------- | -------- |
| 1    | Alberto Contador | Tinkoff | 4h19'16" |
| 2    | Chris Froome     | Sky     | a 19"    |
| 3    | Romain Bardet    | AG2R    | a 1'41"  |

| Pos. | Corridore        | Squadra  | Tempo     |
| ---- | ---------------- | -------- | --------- |
| 1    | Alberto Contador | Tinkoff  | 12h22'55" |
| 2    | Chris Froome     | Sky      | a 27"     |
| 3    | Beñat Intxausti  | Movistar | a 1'59"   |

### 4ª tappa
- 21 febbraio: Maracena > Alto de las Allanadas – 202,4 km

Risultati
| Pos. | Corridore        | Squadra | Tempo    |
| ---- | ---------------- | ------- | -------- |
| 1    | Chris Froome     | Sky     | 5h08'54" |
| 2    | Alberto Contador | Tinkoff | a 29"    |
| 3    | Mikel Nieve      | Sky     | a 49"    |

| Pos. | Corridore        | Squadra  | Tempo     |
| ---- | ---------------- | -------- | --------- |
| 1    | Chris Froome     | Sky      | 17h32'16" |
| 2    | Alberto Contador | Tinkoff  | a 2"      |
| 3    | Beñat Intxausti  | Movistar | a 2'32"   |

### 5ª tappa
- 22 febbraio: Montilla > Alhaurín de la Torre – 170,9 km

Risultati
| Pos. | Corridore        | Squadra       | Tempo    |
| ---- | ---------------- | ------------- | -------- |
| 1    | Juan José Lobato | Movistar      | 3h48'56" |
| 2    | John Degenkolb   | Giant-Alpecin | a 1"     |
| 3    | Sylvain Chavanel | IAM           | a 2"     |

| Pos. | Corridore        | Squadra  | Tempo     |
| ---- | ---------------- | -------- | --------- |
| 1    | Chris Froome     | Sky      | 21h21'14" |
| 2    | Alberto Contador | Tinkoff  | a 2"      |
| 3    | Beñat Intxausti  | Movistar | a 2'38"   |

## Classifiche finali

### Classifica generale
| Pos. | Corridore         | Squadra  | Tempo     |
| ---- | ----------------- | -------- | --------- |
| 1    | Chris Froome      | Sky      | 21h21'14" |
| 2    | Alberto Contador  | Tinkoff  | a 2"      |
| 3    | Beñat Intxausti   | Movistar | a 2'38"   |
| 4    | Mikel Nieve       | Sky      | a 3'05"   |
| 5    | Romain Bardet     | AG2R     | a 3'13"   |
| 6    | Peter Kennaugh    | Sky      | a 4'03"   |
| 7    | Nicolas Edet      | Cofidis  | a 5'10"   |
| 8    | Kanstancin Siŭcoŭ | Sky      | a 5'17"   |
| 9    | Sylvain Chavanel  | IAM      | a 5'30"   |
| 10   | Bob Jungels       | Trek     | a 5'50"   |

### Classifica a punti
| Pos. | Corridore        | Squadra       | Punti |
| ---- | ---------------- | ------------- | ----- |
| 1    | Chris Froome     | Sky           | 67    |
| 2    | Alberto Contador | Tinkoff       | 66    |
| 3    | Juan José Lobato | Movistar      | 50    |
| 4    | John Degenkolb   | Giant-Alpecin | 45    |
| 5    | Grega Bole       | CCC           | 44    |

### Classifica scalatori
| Pos. | Corridore        | Squadra    | Punti |
| ---- | ---------------- | ---------- | ----- |
| 1    | Pello Bilbao     | Caja Rural | 22    |
| 2    | Chris Froome     | Sky        | 20    |
| 3    | Alberto Contador | Tinkoff    | 18    |
| 4    | Sylwester Szmyd  | CCC        | 16    |
| 5    | Mikel Nieve      | Sky        | 8     |

### Classifica traguardi volanti
| Pos. | Corridore           | Squadra      | Punti |
| ---- | ------------------- | ------------ | ----- |
| 1    | Simon Geschke       | Giant        | 11    |
| 2    | Pieter Jacobs       | Topsport Vl. | 7     |
| 3    | Sjoerd Van Ginneken | Roompot      | 5     |
| 4    | Peter Kennaugh      | Sky          | 3     |
| 5    | Merhawi Kudus       | MTN          | 3     |

### Classifica a squadre
| Pos. | Squadra       | Tempo     |
| ---- | ------------- | --------- |
| 1    | Team Sky      | 64h10'26" |
| 2    | Movistar Team | a 9'30"   |
| 3    | IAM Cycling   | a 11'39"  |
| 4    | Lotto-Soudal  | a 17'13"  |
| 5    | Cofidis       | a 23'29"  |